# 安奈久美
安奈 久美（あんな くみ）は日本の元AV女優。
愛媛県出身。身長154cm、スリーサイズはB98（Gカップ）・W60・H88。
Gカップの巨乳をメインとした作品を中心に活動していた。

## 出演作品

### 単体出演
※名義に関係なく発売日時系列でまとめた

#### 2006年
- 巨乳で潮吹く新妻さん Gカップ変態マゾ妻 安奈22歳（2006/05/25、豊彦）
- ボクの新妻は巨乳で裸エプロンでメガネっ娘。#16（2006/05/26、ゴーゴーズ）[1]
- ボクのおっぱい新シリーズ 巨乳M女子校生 Doll（2006/06/16、映天）[1]
- おっぱいちん４ 安久美（2006/06/21、JP.COM）※イメージビデオ
- 安久美／PAI×2 ダダーン!!－4（2006/06/23、JP.COM）※イメージビデオ
- 美巨乳若妻日記 安久美（2006/07/25）
- 巨乳の虜 G098（2006/09/6、タカラ映像）[1]
- ハニーディップスホテル 06（2006/10/13、ゴーゴーズ）

#### 2007年
- Homeless Rape（2007/1/6、グローリークエスト）共演：葉山くみこ[1]
- 麗しの巨乳若妻 飯田ゆかり（2007/06/19、光夜蝶）
- 安奈久美 素人時代流出（2007/9/28、映天）[1]
- 君のカラダを紹介します*かおり（2007/10/06、HMJM）
- まぐわり果実 増田ゆり子 小春みどり（2007/11/01、AVS collector’s）
- JUNK FOOD 巨乳OL 安奈久美（2007/12/26、KUKI）

#### 2008年
- 仮面グラマラス8 ランジェリーショップ店員の性癖（2008/01/08、グローリークエスト）
- ワケあり巨乳 SHION Iカップ（2008/01/16、NON）
- 恥ずかしいカラダ かおり（2008/02/23、HMJM）
- 素★人 生ボイン 若妻FILE09 さらさん23歳 95cm Icup（2008/03/05、NON）
- 巨乳人妻淫猥ペット 飯田ゆかり（2008/03/07、マドンナ）
- E-BODY 川瀬愛美（2008/3/13、E-BODY）
- SHION Iカップ再び 完全撮り下しのワケあり巨乳はIカップ（2008/04/15、NON）
- 私を買って下さい あさみ（2008/04/18、ケイ・エム・プロデュース）
- かおりファイナル（2008/05/03、HMJM）
- 安奈久美 100%（2008/05/30、ゴリラプロジェクト）[1]
- Iカップと制服（秘書）の私（2008/07/05）

### 企画出演・総集編

#### 2006年
- 巨乳強姦 無理やり犯された8人の巨乳（7月10日 隼エージェンシー）他7名出演
- 巨乳中出し240 11（8月10日、隼エージェンシー）他出演：小春、麻生岬、美咲沙耶、大石もえ、南野優、つゆの優、天咲めい
- 女教師レイプ レイプされる8人の女教師（10月10日、隼エージェンシー）他7名出演
- フェラコレ2006秋（10月10日、隼エージェンシー）他多数出演
- 極上手こき（10月19日 BRAVO）他多数出演
- 巨乳LOVE4 14人の巨乳ギャルに中出ししたりパイズリ抜きしてもらいました!（12月10日、隼エージェンシー）他13名出演

#### 2008年
- ローションマフィア（2月28日、ゴリラプロジェクト）他出演：浜崎りお、澄川ロア、松橋ルカ、麻生岬、はるか悠、高瀬七海
- 巨乳・爆乳 乳揉み VOL.1（7月4日、映天）他出演：はるか悠、橘ひな、吉沢千里、浜崎りお
- 巨乳・爆乳 乳舐め吸い VOL.1（7月4日、映天）他出演：蜜井とわ、浜崎りお、友野みゆき、辻さき、早坂めぐ
- 巨乳・爆乳 全身マッサージvol.1（7月4日、映天）他多数出演

#### 2009年
- Boin「安奈久美×美月ゆり×片瀬りこ×秋乃マロン」Box（10月1日、ABC/妄想族）
- 世代を超えた超巨乳に癒されてみませんか?（12月14日、ネクスト）共演：鮎川るい、倉田華子